# Sooner or Later (canção de Breaking Benjamin)
"Sooner or Later" é uma canção escrita por Breaking Benjamin e Ben Burnley, gravada pela banda Breaking Benjamin.
É o segundo single do segundo álbum de estúdio lançado a 29 de Junho de 2004 We Are Not Alone.

## Desempenho nas paradas musicais
| Parada musical (2005)                       | Posições |
| ------------------------------------------- | -------- |
| Estados Unidos - Hot Mainstream Rock Tracks | 2        |
| Estados Unidos - Alternative Songs          | 7        |
| Estados Unidos - Billboard Hot 100          | 99       |